# System mieszany
System mieszany - sposób rozgrywania zawodów sportowych w dyscyplinach. System ten jest najczęściej połączeniem systemów kołowego i pucharowego. Najczęściej rywalizacja w systemie kołowym przeprowadzona jest na początku, natomiast w drugiej fazie rozgrywek stosuje się system pucharowy.  
System mieszany jest uważany za mniej obiektywny sposób wyłonienia najlepszego zawodnika lub drużyny niż system kołowy. Jednak w przeciwieństwie do systemu kołowego można zastosować go przy większej liczbie zespołów i krótkim terminie rozgrywek.
System mieszany stosuje się powszechnie w piłkarskich drużynowych rozgrywkach europejskich (takich jak Liga Mistrzów, czy Liga Europy) oraz na piłkarskich mistrzostwach świata, czy mistrzostwach Europy. 